# Huub Janssen (voetballer)
Hubert Jozef (Huub) Janssen (Kerkrade, 19 juli 1930 – Heerlen, 16 februari 2013) was een Nederlands voetballer die speelde voor VV Bleijerheide, Rapid '54 en Rapid JC.

## Loopbaan

### Beginjaren
Hij begon met voetbal in de junioren van Bleijerheide. Na zijn overgang naar de senioren begon hij in het tweede elftal. Hij debuteerde op 30 oktober 1949 in de hoofdmacht. Zijn eerste doelpunt scoorde hij op 11 maart 1951 in de met 3-2 gewonnen derby tegen Chevremont.  

### Topschutter
Met ingang van het seizoen 1951/52 verwierf hij als 21-jarige een vaste plek in de voorhoede van Bleijerheide. Zijn eerste volledige jaar was meteen het meest productieve. Als clubtopscorer trof hij 20 keer doel in 26 wedstrijden. Bleijerheide was begin jaren vijftig een middenmoter in de Eerste klasse. Door de invoering van het profvoetbal, met de ‘wilde’ competitie van de NBVB in 1954, raakte de club flink verzwakt. Huub Janssen en zes andere spelers verlieten Bleijerheide en gingen in zee met de nieuwe profclub Rapid '54.

### Profvoetbal
Hij stond aan de aftrap bij de allereerste profwedstrijd van Rapid '54, thuis tegen Twentse Profs (4-1 winst) op 12 september 1954. Hij speelde in de voorhoede samen met Hubert Hanneman, ook afkomstig van Bleijerheide, Hub Bisschops van MVV, Noud van Melis van Eindhoven en Hein Strouken van Sittardia. Janssen speelde tien wedstrijden in de NBVB-competitie waarin hij vier keer scoorde.

### Rapid JC
Na de fusie tussen de voetbalbonden KNVB en NBVB eind november 1954 werd de competitie afgebroken. Rapid '54 ging samen verder met Juliana uit Spekholzerheide onder de naam Rapid JC. Op 28 november was de herstart van de competitie. Door de komst van vier spelers van Juliana was het Rapid-elftal versterkt. Janssen speelde meestal als rechtsbinnen. Bisschops was de andere binnenspeler. Adang (rechts) en Hanneman (links) bezetten de vleugels en Van Melis fungeerde als centrumspits. 
Rapid JC behaalde in het eerste seizoen 1954/55 de tweede plaats in de Eerste klasse C. Huub Janssen was de clubtopscorer met zeventien doelpunten. Dat waren drie goals meer dan Van Melis die de jaren erna het vaakst zou scoren. 

### Landskampioen
In het tweede jaar van zijn bestaan greep Rapid JC al het landskampioenschap. Na de tweede plaats in de Hoofdklasse B nam de Kerkraadse club deel aan de kampioenscompetitie waarin Elinkwijk, NAC en Sparta de tegenstanders waren.
Janssen scoorde in de reguliere competitie 1955/56 elf keer. Dat waren er een stuk minder dan de 24 goals van Van Melis. In de zes duels van de kampioenscompetitie scoorde Janssen het vaakst (vijf keer). In de twee ontmoetingen met de grootste concurrent NAC had hij een beslissende rol. Op 23 juni 1956 won Rapid JC in Breda met 1-0 en scoorde hij het winnende doelpunt.
Voor de laatste wedstrijddag ging NAC aan kop met twee punten voorsprong. Rapid JC moest de laatste thuiswedstrijd op 8 juli tegen NAC winnen om op gelijke hoogte te komen. Dat was een makkelijke klus want de Zuid-Limburgers wonnen met 5-1 met een hattrick van Janssen.
De beslissingswedstrijd om de landstitel was zes dagen later in Stadion De Vliert in 's-Hertogenbosch. Rapid JC won met 3-0 door twee doelpunten van Hub Bisschops en een van Noud van Melis.

### Europa in
Rapid JC nam deel aan de Europacup I voor landskampioenen. Janssen speelde beide duels mee tegen Rode Ster Belgrado in de eerste ronde. De thuiswedstrijd op 3 november 1956 ging met 4-3 verloren. Hij scoorde het eerste (Europese) doelpunt waardoor Rapid JC op 1-1 kwam. Rode Ster nam een 4-3 voorsprong en Janssen miste in de slotminuten een grote kans op de 4-4. Op 8 november verloor Rapid JC de uitwedstrijd in Belgrado met 2-0.

### Eredivisie
Rapid JC was de laatste landskampioen voor de komst van de Eredivisie in 1956. Janssen scoorde in het seizoen 1956/57 minder (zeven maal) maar was wel de maker van de eerste Eredivisie-goal van Rapid JC. Dat was op 2 september 1956 in de met 5-2 verloren uitwedstrijd tegen SC Enschede. In de thuiswedstrijd tegen medekoploper Feijenoord op 30 december had hij een uitschieter. Hij scoorde driemaal en Rapid JC won met 4-1.

### Einde
Rapid JC zakte na de succesperiode weg in de middenmoot van de Eredivisie. Huub Janssen kwam minder aan spelen toe, maar bleef tot het einde uitkomen voor zijn club. Hij was erbij toen Rapid JC op 20 mei 1962 zijn allerlaatste wedstrijd speelde, thuis tegen Willem II (5-1 verlies}. Een maand eerder, na de 0-0 in de derby tegen MVV, was de degradatie al een feit.
Daarna fuseerde Rapid JC met Roda Sport tot Roda JC. Janssen ging niet mee over naar de nieuwe fusieclub en sloot zijn voetbalcarrière af.
Hij was tijdens zijn voetballoopbaan als timmerman bovengronds werkzaam bij de Domaniale mijn in Kerkrade. Hij overleed op 82-jarige leeftijd in 2013.

## Clubstatistieken
| Seizoen | Club         | Land      | Competitie            | Competitie | Competitie | Beker | Beker | Internationaal | Internationaal | Landskamp. | Landskamp. | Totaal | Totaal |
| Seizoen | Club         | Land      | Competitie            | Wed.       | Dlp.       | Wed.  | Dlp.  | Wed.           | Dlp.           | Wed.       | Dlp.       | Wed.   | Dlp.   |
| ------- | ------------ | --------- | --------------------- | ---------- | ---------- | ----- | ----- | -------------- | -------------- | ---------- | ---------- | ------ | ------ |
| 1949/50 | Bleijerheide | Nederland | Eerste klasse Zuid II | 7          | 0          | –     | 0     | 0              | 0              | 0          | 0          | 7      | 0      |
| 1950/51 | Bleijerheide | Nederland | Eerste klasse E       | 6          | 2          | –     | 0     | 0              | 0              | 0          | 0          | 6      | 2      |
| 1951/52 | Bleijerheide | Nederland | Eerste klasse C       | 26         | 20         | –     | 0     | 0              | 0              | 0          | 0          | 26     | 20     |
| 1952/53 | Bleijerheide | Nederland | Eerste klasse D       | 20         | 4          | –     | 0     | 0              | 0              | 0          | 0          | 20     | 4      |
| 1953/54 | Bleijerheide | Nederland | Eerste klasse C       | 24         | 7          | –     | 0     | 0              | 0              | 0          | 0          | 24     | 7      |
| 1954/55 | Rapid '54    | Nederland | NBVB (afgebroken)     | 10         | 4          | –     | –     | 0              | 0              | 0          | 0          | 10     | 4      |
| 1954/55 | Rapid JC     | Nederland | Eerste klasse C       | 26         | 17         | –     | –     | 0              | 0              | 0          | 0          | 26     | 17     |
| 1955/56 | Rapid JC     | Nederland | Hoofdklasse B         | 26         | 11         | –     | –     | 0              | 0              | 8          | 5          | 34     | 16     |
| 1956/57 | Rapid JC     | Nederland | Eredivisie            | 24         | 7          | 2     | 2     | 2              | 1              | 0          | 0          | 28     | 10     |
| 1957/58 | Rapid JC     | Nederland | Eredivisie            | 13         | 3          | 2     | 1     | 0              | 0              | 0          | 0          | 15     | 4      |
| 1958/59 | Rapid JC     | Nederland | Eredivisie            | 2          | 0          | 3     | 1     | 0              | 0              | 0          | 0          | 5      | 1      |
| 1959/60 | Rapid JC     | Nederland | Eredivisie            | 15         | 3          | –     | 0     | 0              | 0              | 0          | 0          | 15     | 3      |
| 1960/61 | Rapid JC     | Nederland | Eredivisie            | 5          | 0          | 0     | 0     | 0              | 0              | 0          | 0          | 5      | 0      |
| 1961/62 | Rapid JC     | Nederland | Eredivisie            | 8          | 0          | 1     | 0     | 0              | 0              | 0          | 0          | 9      | 0      |
| Totaal  | Totaal       | Totaal    | Totaal                | 212        | 78         | 8     | 4     | 2              | 1              | 8          | 5          | 230    | 88     |